# Oliveira do Bairro (freguesia)
Oliveira do Bairro es una freguesia portuguesa del concelho de Oliveira do Bairro, con 23,28 km² de superficie y 5.731 habitantes (2001). Su densidad de población es de 246,2 hab/km².